# Enrique Mariño Pinto
Enrique Mariño Pinto (Belén, departament de Boyacá, 27 de març de 1884 - Bogotà, Colòmbia, ?) advocat, polític i periodista colombià.
Els seus pares van ser Primero Felix Mariño i Adelina Pinto Valderrama. Es va doctorar en jurisprudència als 22 anys, el 1906 a la Facultat Nacional de Dret (actual Universitat Nacional de Colòmbia). Seguidament va exercir per les seves altes qualificacions el càrrec de jutge del Districte Capital; després, va ser cridat al Tribunal Superior de Cundinamarca el 1910, exercint el càrrec de magistrat del mateix tribunal.
Va publicar diverses obres d'ordre jurídic, col·laborà amb la reglamentació del maneig de les aigües particulars i dels ferrocarrils estatals. Com a periodista, si bé la seva carrera va ser mitjana, poden anotar-se la fundació del periòdic La Legitimidad, l'any de 1909, amb els doctors Marcelino Uribe i Luis Carlos Corral. Aquest periòdic tenia com a finalitat restablir el general Ramón González València en el títol de vicepresident de la República, perquè ocupés el càrrec presidencial en una època convulsa. Posteriorment va fundar, amb el Dr. Laureano Gómez, Liborio Escallón i Carlos Núñez Broda, el periòdic La Unidad. El 1919 va ocupar la secretaria d'Instrucció pública en Boyacá. El 1924 va ser nomenat magistrat del Tribunal del contenciós administratiu de Bogotà. El 1925, va esdevenir advocat del departament de Cundinamarca.

## Obres
- Aguas particulares y uso de dominio público.
- Manual de Derecho Colombiano. 1918.
- Instrucción Cívica Objetiva.
- Código de Ferrocarriles de Colombia. 1927